# Jeju-Stadion
Das Jeju-Stadion (kor.: 제주종합경기장) ist ein Fußballstadion in der südkoreanischen Stadt Jeju-si, Provinz Jeju-do. Das Stadion wurde 1968 erbaut. Von 2007 bis 2010 trug das Franchise Jeju United seine Heimspiele im Stadion aus. 2019 nutzt der Verein das Stadion erneut als Heimspielstätte. Jeju United spielt aktuell (2019) in der K League 1, der höchsten Spielklasse Südkoreas.

## Galerie

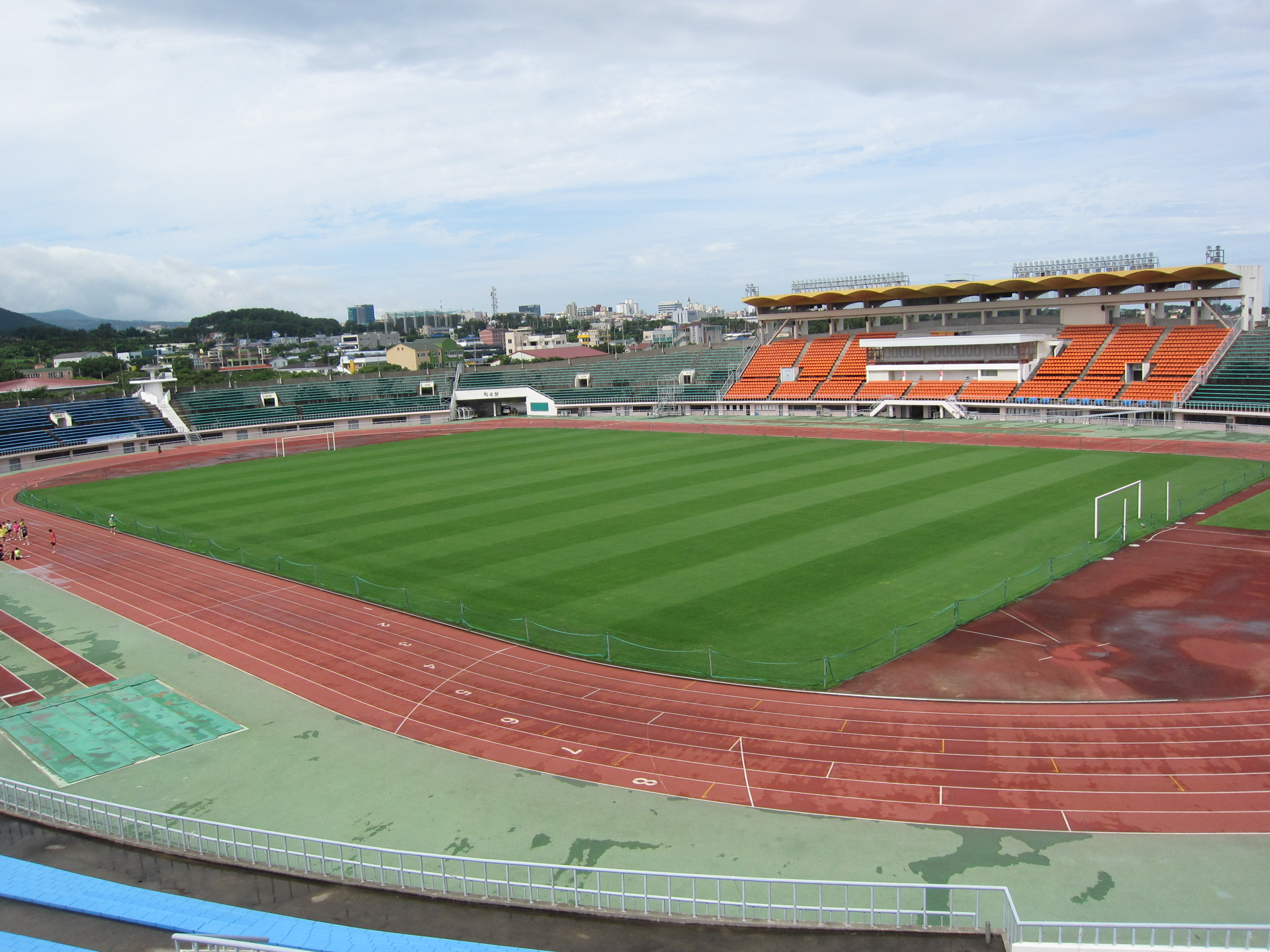